# Estádio Municipal Nildo Pereira de Menezes
O Estádio Municipal Nildo Pereira de Menezes, ou Pereirão, como é mais conhecido, é um estádio de futebol brasileiro que fica na cidade de Serra Talhada, no estado de Pernambuco. Nildo Pereira de Menezes é o nome de um ex-prefeito da cidade de Serra Talhada.

## História
Em 1969 o ex-futebolista Nildo Pereira de Menezes entra para o política e se torna prefeito de Serra Talhada. Muitos atletas lhe procuraram reivindicando a construção de um estádio e o jovem prefeito não tardou em adquirir o terreno do campo de várzea do município e iniciou as obras do estádio municipal. As obras demoraram cerca de cinco anos para serem concluídas e o estádio foi inaugurado em 1973.

### Inauguração
A partida que inaugurou o estádio aconteceu em 21 de janeiro de 1973. O Santa Cruz venceu o Sport por 3–0, com dois gols de Erb e um gol de Fernando Santana. O árbitro da partida inaugural foi Sebastião Rufino, auxiliado por Geraldo Alves e Gilson Ramos Cordeiro, considerados os três melhores árbitros da Federação Pernambucana de Futebol na época. O primeiro gol do Pereirão foi marcado pelo jogador Erb do Santa Cruz, diante de um público não oficial de mais de dez mil pessoas. O Santa Cruz jogou com: Detinho; Ferreira, Sapatão, Paulo Ricardo e Cabral; Erb e Luciano; Betinho, Fernando Santana, Ramon e Givanildo. Suplentes: Gilberto, Antonino, Botinha, Rivaldo, Zito, Zé Maria e Santos; técnico Paulo Emílio. O Sport formou com: Renato (Cigano); Cidão, Ivan, Fraga e Marcos; Draílton, Batista e Carlinhos; Edmílson, Maranhão e Ivanildo. Suplentes: Dida, Bira, Lula, Beline, Wilson e Zeca; técnico Perez.